# San Martín de Forcallao
San Martín de Forcallao (en asturiano y oficialmente: Samartín de Forcaḷḷáu) es una aldea que pertenece a la parroquia de Bárcena del Monasterio en el concejo de Tineo (Principado de Asturias). Se encuentra a 472 m s. n. m. y está situada a 22,10 km de la capital del concejo, la villa de Tineo. 

## Población
En 2020 contaba con una población de 28 habitantes (INE, 2020) repartidos en un total de 14 viviendas (INE, 2010).